# Francisco Giralte
Francisco Giralte (* 1510 in Palencia; † 1576 in Madrid) war ein spanischer Bildhauer der Renaissance.

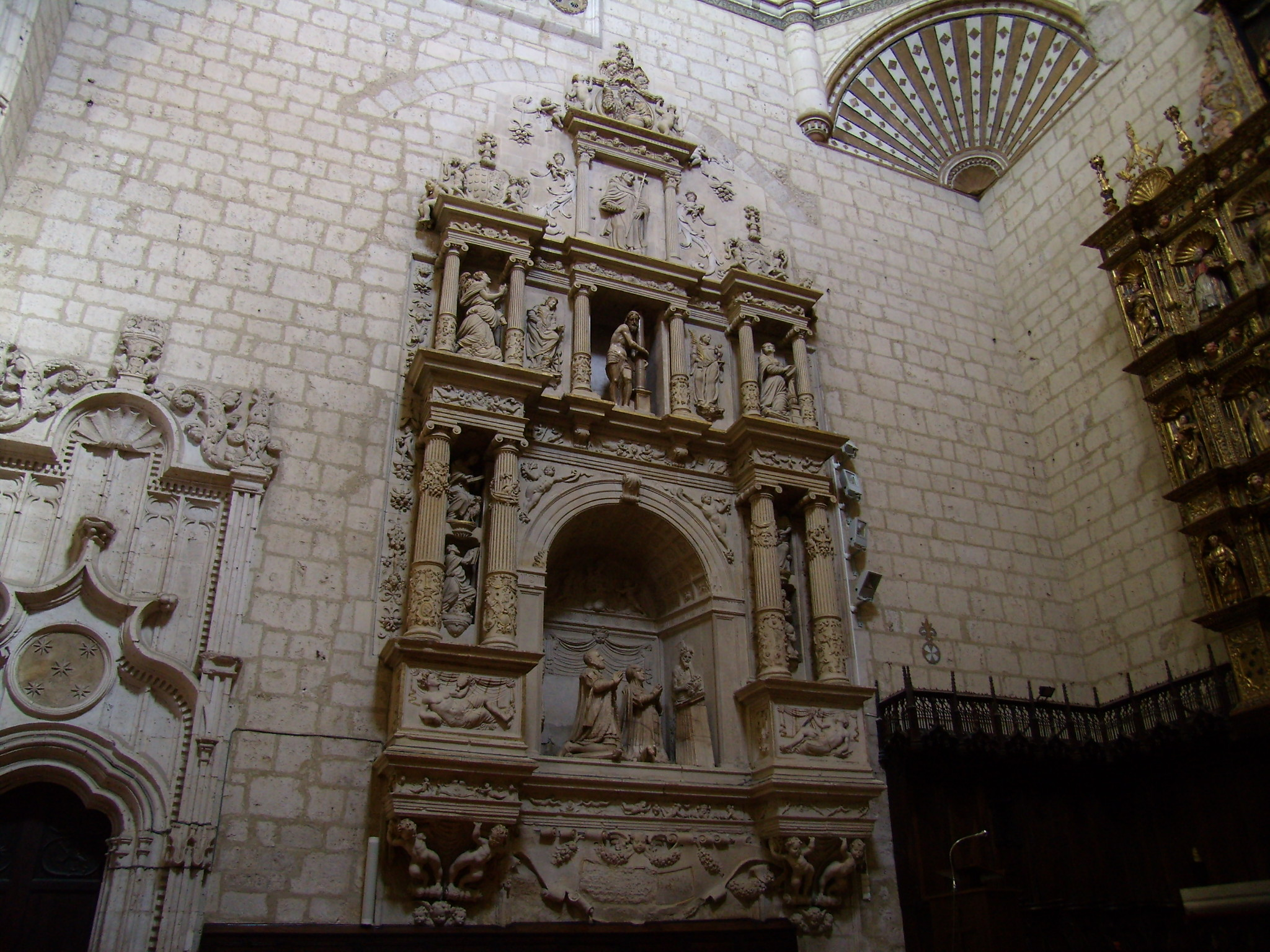
Mausoleum der Marqueses de Poza, in der Kirche San Pablo von Palencia

Der Schüler und spätere Mitarbeiter Alonso Berruguete beim Chor der Kathedrale von Toledo schuf einen Altar der Kirche Santa María Magdalena  in Valladolid.
Ein weiterer Altar findet sich heute im Dözesamuseum von Valladolid. Darüber hinaus gibt es mehrere Zuschreibungen in der Kathedrale von Palencia. In Madrid arbeitete er am Altar der Bischofskapelle. Stilistisch folgte er seinem Meister Berruguete, mit dynamisch sich verwindenden Gestalten und  expressiven Gesichtszügen. Ein gewisser dekorativer Überschwang und horror vacui verbindet ihn mit dem Manierismus und konkret mit seinem Zeitgenossen Juan de Juni.